# Фосанова (Латина)
Фосанова је насеље у Италији у округу Латина, региону Лацио.
Према процени из 2011. у насељу је живело 102 становника. Насеље се налази на надморској висини од 22 м.